# セント・マイケル教区
セント・マイケル教区（セント・マイケルきょうく、英語: Parish of Saint Michael）は、バルバドスの行政教区のひとつ。同国の首都ブリッジタウンを中心に形成されている。人口は88,592人（2010年国勢調査）で、教区の中で最も多い。
1629年に設置された最初の6教区のひとつ。かつてはヴェストリー制により地方政府として機能していたが、1958年にブリッジタウン市や新設された地区へ統合されて以降は行政機能を持っていない。2009年選挙区評議会法によると国内最多となる11つの選挙区評議会が設置されている。
ブリッジタウン港があり、ロイヤル・カリビアン・インターナショナルやキュナード・ラインなど様々な会社の船が入港している。

## 治安
発砲事件や強盗、麻薬に係る事件が多発しているとして、教区内のキャリントンビレッジ（Carrington Village）、グリーンフィールズ（Green Fields）、ザ・アイヴィー（The Ivy）、ニューオリンズ（New Orleans）、パイン（Pine）地区には近づかないよう日本外務省は注意喚起を実施している。